# Club Atlético Boca Juniors (voleibol)
La sección de voleibol del Club Atlético Boca Juniors, fue creada oficialmente en La Boca, Buenos Aires, Argentina, en 1943. Ambas secciones (tanto la femenina como masculina) participan en la máxima categoría del voleibol argentino.
Anualmente participan en la  Federación Metropolitana de Vóley desde su afiliación en 1951, abarcando desde el primer equipo, hasta sus distintas categorías juveniles.
La sección femenina cuenta con 8 títulos de Primera División,siendo el equipo más laureado.También posee 21 títulos metropolitanos. Además es el único club que participó en todas las ediciones de la máxima competición nacional.
En el ámbito internacional logró un segundo puesto en el Campeonato Sudamericano 2012.
Es uno de los clubes más importantes y exitosos de la Argentina, ya que tuvo gran protagonismo tanto en la era amateur y semi-amateur de las distintas ligas de voleibol metropolitano de la ciudad de Buenos Aires, como en la actual Liga Argentina.
La rama masculina obtuvo como mejor puesto dos subcampeonatos de la Liga de Voleibol Argentina (1997, 2012) y se proclamó campeón Pre-sudamericano en 2014. Además cuenta con 17 títulos metropolitanos.

## Historia

### Inicios
La primera vez que comenzó a practicarse el voleibol en Boca Juniors fue en 1943, aunque la afiliación a la Liga Metropolitana llegó recién en 1951. En 1949 se produce una curiosa anécdota: al ser Boca Juniors un club profesional y la Federación de Voleibol una entidad amateur, el equipo debió cambiar su nombre, participando esa edición con la denominación de «El campito».
Después de muchos años de no estar en los primeros planos, Boca (Masculino) regresa a la División de Honor en la década del ochenta y recién en 1991 logra su primer título.
En cuanto a la Rama Femenina, al igual que la Masculina, lograron numerosos campeonatos de la Liga Metropolitana. A todos estos logros también se le deben agregar una innumerable cantidad de títulos en Divisiones Juveniles, donde Boca Juniors históricamente realizó un gran esfuerzo para formar jugadoras que tiempo más tarde resultaron ser un valioso aporte a las distintas categorías de las Selecciones Nacionales.

### Era moderna
Desde su primera participación en la Liga Argentina fundada en 1996, El Voleibol del Club Boca Juniors ha sido gran protagonista tanto en la Rama Masculina como Femenina. En la Rama masculina llegó a las definiciones dé la liga Argentina en dos ocasiones (1997 y 2012) en ambas siendo superado por su rival. Fue campeón de la Copa ACLAV en 2010 y subcampeón de la misma en 2006. En 2014 obtuvo el campeonato Pre-Sudamericano, ese mismo año logró llegar a la final de la Copa Máster 2014, fue superado por UPCN Vóley Club con un 0-3 en contra. Durante algunas temporadas recibió el patrocinio de Río Uruguay Seguros, cambiando de nombre a «Boca Río Uruguay Seguros» e incluso de localía, jugando en la ciudad de Concepción del Uruguay, en la provincia de Entre Ríos. En 2015 y tras no recibir más apoyo económico por parte del club, la rama masculina del deporte deja de participar en la máxima división nacional.
Así mismo, en 2019, tras la asunción de la nueva presidencia (comandada por Jorge Ameal, Mario Pergolini y Juan Román Riquelme) la disciplina vuelve a ser apoyada y compite de manera profesional en la máxima división.
En la Rama femenina, en tanto, su primer logro fue en la temporada 2010-11, proclamándose campeón después de haber perdido la final durante tres años consecutivos. Volvería a ser campeón en la siguiente temporada, para luego consagrarse nuevamente en las temporadas 2013-14 y 2014-15. Tras consagrarse bicampeón de Liga Argentina en 2023, el equipo suma ocho campeonatos y ocho subcampeonatos, siendo el más exitoso de los que compiten en el torneo.A nivel continental sería subcampeón del Campeonato Sudamericano de clubes en el 2012 (consiguiendo así el mejor resultado de un club argentino en la historia), logrando también un tercer lugar en 2009 y 2014 y un cuarto en 1990. El club frecuentemente provee jugadoras a la Selección femenina de voleibol de Argentina, llegando a dotar con ocho jugadoras (de un plantel de doce) al seleccionado que participó de los Juegos Suramericanos de 2014.

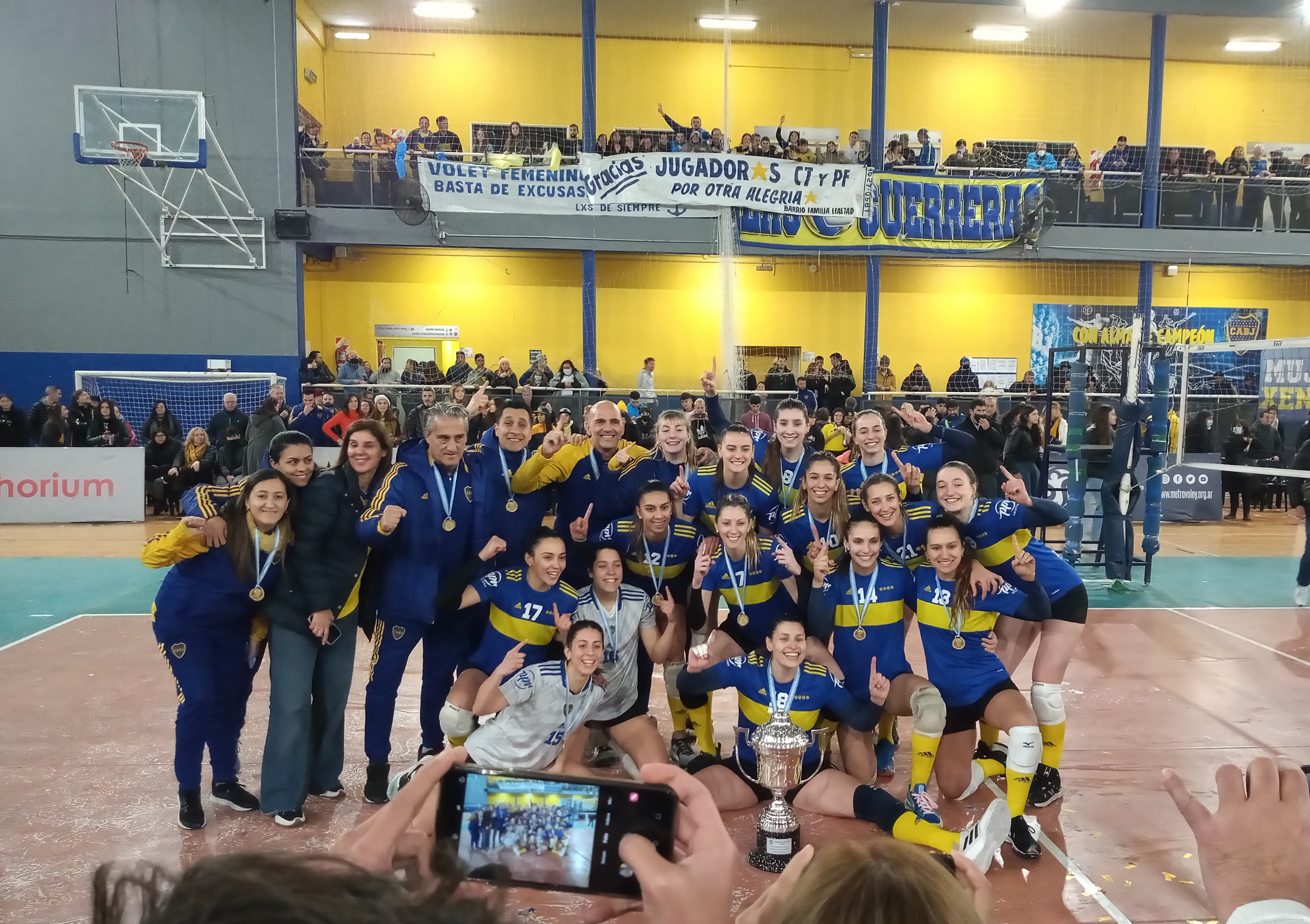
Plantel femenino del Club Boca Juniors festejando la obtención de la Copa Metropolitana 2022

## Instalaciones
Si bien el club posee un estadio cubierto en la ciudad de Buenos Aires, el Microestadio Luis Conde, varias veces cambió su localía por otros estadios incluso fuera de la misma ciudad. En la temporada 2005-06, la primera del equipo en la máxima división masculina, actuó como local en el Partido de Almirante Brown, lugar al cual volvió durante la temporada 2014-15, dejando "La Bombonerita" solo para el equipo de baloncesto del club. A 2023, los equipos de voley desarrollan usualmente sus actividades como locales en el polideportivo Benito Quinquela Martín, propiedad del club xeneize, reservando el estadio Luis Conde para partidos de envergadura como fases finales de Liga.

## Palmarés

### Rama Femenina
| Torneos nacionales (8)        | Torneos nacionales (8)                                                 | Torneos nacionales (8)                                                 |
| Competiciones nacionales      | Títulos                                                                | Subcampeonatos                                                         |
| ----------------------------- | ---------------------------------------------------------------------- | ---------------------------------------------------------------------- |
| Liga Argentina (8/8)          | 2010-11, 2011-12, 2013-14, 2014-15, 2018, 2019, 2022 y 2023            | 1996-97, 1997-98, 2002-03, 2007-08, 2008-09, 2009-10, 2012-13, 2015-16 |
| Torneos metropolitanos (21)   |                                                                        |                                                                        |
| Competiciones nacionales      | Títulos                                                                | Subcampeonatos                                                         |
| División de Honor FMV (12)    | 1991, 1995, 1997, 1998, 2003, 2009, 2010, 2012, 2013, 2014, 2017, 2018 |                                                                        |
| Copa Metropolitana (3)        | 2018, 2019, 2022                                                       |                                                                        |
| Copa Alcides Márquez (1)      | 2024                                                                   |                                                                        |
| Supercopa Metropolitana (1)   | 2014                                                                   |                                                                        |
| Copa ACLAV (1)                | 2010                                                                   |                                                                        |
| Copa Chulo Olmo (1)           | 2016                                                                   |                                                                        |
| Torneo Apertura (1)           | 2013                                                                   |                                                                        |
| Torneo Súper 4 (1)            | 2019                                                                   |                                                                        |
| Torneos internacionales (0)   |                                                                        |                                                                        |
| Competiciones internacionales | Títulos                                                                | Subcampeonatos                                                         |
| Campeonato Sudamericano (0/1) |                                                                        | 2012                                                                   |

### Rama Masculina
| Torneos nacionales (1)      | Torneos nacionales (1)                         | Torneos nacionales (1) |
| Competiciones nacionales    | Títulos                                        | Subcampeonatos         |
| --------------------------- | ---------------------------------------------- | ---------------------- |
| Liga Argentina (0/2)        |                                                | 1997, 2012             |
| Copa ACLAV (1/1)            | 2010-11                                        | 2006                   |
| Copa Máster (0/1)           |                                                | 2014                   |
| Torneos metropolitanos (17) |                                                |                        |
| Competiciones nacionales    | Títulos                                        | Subcampeonatos         |
| División de Honor FMV (8)   | 1991, 1992, 1996, 2007, 2009, 2010, 2011, 2012 |                        |
| Copa Morgan (5)             | 1999, 2000, 2001, 2002, 2004                   |                        |
| Copa Desafío (1)            | 2010                                           |                        |
| Copa Metropolitana (1/1)    | 2012                                           | 2019                   |
| Primera División (1)        | 1999                                           |                        |
| Torneo Clausura (1)         | 2002                                           |                        |

### Otros logros
- Campeonato Pre-Sudamericano: 2014